# Альфонс Допш
Альфонс Допш (нім. Alfons Dopsch; 14 червня 1868, Ловошиці, Богемське королівство, Австрійська імперія — 1 вересня 1953, Відень, Окупація Австрії союзниками) — австрійський історик-медієвіст; дипломат. Почесний член Угорської академії наук (1927), Данської королівської академії наук (1931), Норвезької академії наук (1931), Польської академії наук (1932), Американської історичної асоціації (1949).
Почесний громадянин Відня (1953).

## Життєпис
Народився в сім'ї католиків у Ловошицях (нині Чехія). Навчався в гімназії у Літомержицях. У 1886 році вступив до Віденського університету: вивчав історію, філософію, географію та німецьку мову. Через чотири роки завершив навчання та здобув ступінь доктора наук. У 1892 році приєднався до віденського відділу Monumenta Germaniae Historica, який орієнтувався на вивчення текстів доби Каролінгського Відродження. За період роботи у відділі відвідав Італію, Англію та Францію. Вивчав грамоти, дипломи та інші джерела каролінгської доби. Відкрив світу 18 нових, раніше невідомих, текстів документів.
У 1893 році габілітувався і отримав право читання лекцій з історії (venia legendi). З 1898 року екстраординарний професор, а з 1900 ― ординарний професор австрійської та загальної історії у Віденському університеті. З 1903 — член-кореспондент, а з 1909 — академік Австрійської академії наук.
У 1916—1917 рр. декан філософського факультету Віденського університету, а у 1920—1921 — ректор університету.

### Сім'я
- Дружина — Марія Допш, уроджена Фікер[8]
- Онук — Гайнц Допш.

## Наукова діяльність
Основною сферою його наукової діяльності було Раннє середньовіччя.

### Погляди
Заперечував «цезуру» між античністю та середньовіччям через те, що вважав стародавніх германців високорозвинутим осілим народом, який знав землеробство та приватну власність на землю, ремісництво, обмін та місто. Як він вважав, вони не зруйнували, а гармонійно продовжили римські традиції.
Знаходив ознаки капіталізму в будь-якому суспільстві, у тому числі пізньоримському та ранньосередньовічному, оскільки, на його думку, в них був присутній «капіталістичний дух» — прагнення збільшити власність, отримати прибуток.
Вважав феодалізм «системою управління», специфікою якої була не пов'язана з економікою політична роздробленість, а також розглядав феодальну вотчину як «капіталістичне підприємство» і вбачав у феодалізмі поєднання політичної системи з «вотчинним капіталізмом».

### Вибрані твори
- Економічний розвиток каролнгського періоду, Веймар, 1912
- Економічні та соціальні основи європейського культурного розвитку від Цезаря до Карла Великого, Відень, 1918
- Історичне становище німців у Богемії, Берлін, 1919 (у співавторстві)
- Натуральне та грошове господарство у світовій історії, Відень, 1930

## Пам'ять
У 1954 році одна з вулиць у Флорідсдорфі (21-й район Відня) була названа на честь Альфонса Допша.